# Kakan no Madonna
Kakan no Madonna (яп. 花冠のマドンナ) — манга японской художницы Тихо Сайто. Манга рассказывает о Италии 16-го века.

## Сюжет
Главная героиня — шестнадцатилетняя Леонора — девушка с роскошными серебряными волосами и необычайно прекрасными зелёными глазами, отлично владеющая искусством фехтования. Однажды проиграв в дуэли, ей пришлось выйти замуж за победителя. На свадебной церемонии она встретила юношу на коне, которого схватила стража. Потом оказалось, что этот юноша — князь Неаполя Фалько. Ночью Леонора случайно попала в тайную комнату и увидела там картину, на которой была изображена она! За стеной разговаривал её супруг с другим человеком, его правой рукой. Леонора услышала, что существует легенда, будто на её теле есть подсказка к месту нахождения легендарного меча «Изумрудный лев», обладатель которого может стать правителем Италии. Узнав о существовании такой легенды, девушка похищает картину и убегает сама. Там, во внешнем мире, Леонора продаёт свои шикарные волосы и покупает на них чёрную краску для волос и мужскую одежду. Теперь она притворяется мальчишкой по имени Лео, который хочет завладеть «Изумрудным львом»…